# رودریگو آلویم
رودریگو آلویم (به پرتغالی: Rodrigo Oliveira Silva Alvim) مدافع اهل برزیل است که در شهر پورتو الگره و در تاریخ ۲۵ نوامبر ۱۹۸۳ به دنیا آمده‌است.
رودریگو آلویم در تیم‌های فوتبال Caxias do Sul سابقهٔ حضور دارد.